# کپلر-۶۹
کپلر-۶۹ (KOI-172, 2MASS J19330262+4452080, KIC 8692861) ستاره نوع جی رشته اصلی شبیه به خورشید در صورت فلکی ماکیان است که در حدود ۲٬۴۳۰ سال نوری (۷۵۰ پارسک) از زمین قرار دارد. در ۱۸ آوریل ۲۰۱۳ اعلام شد که این ستاره دو سیاره دارد. اگرچه برآوردهای اولیه نشان داده بود که سیاره زمین‌سان کپلر-۶۹سی ممکن است در کمربند حیات ستاره قرار داشته باشد، اما تجزیه و تحلیل بیشتر نشان داد که این سیاره به احتمال زیاد در بخش درونی کمربند حیات قرار دارد و بیشتر شبیه زهره است تا زمین، ازین رو کاملاً غیرقابل سکونت است.

## سامانه سیاره‌ای

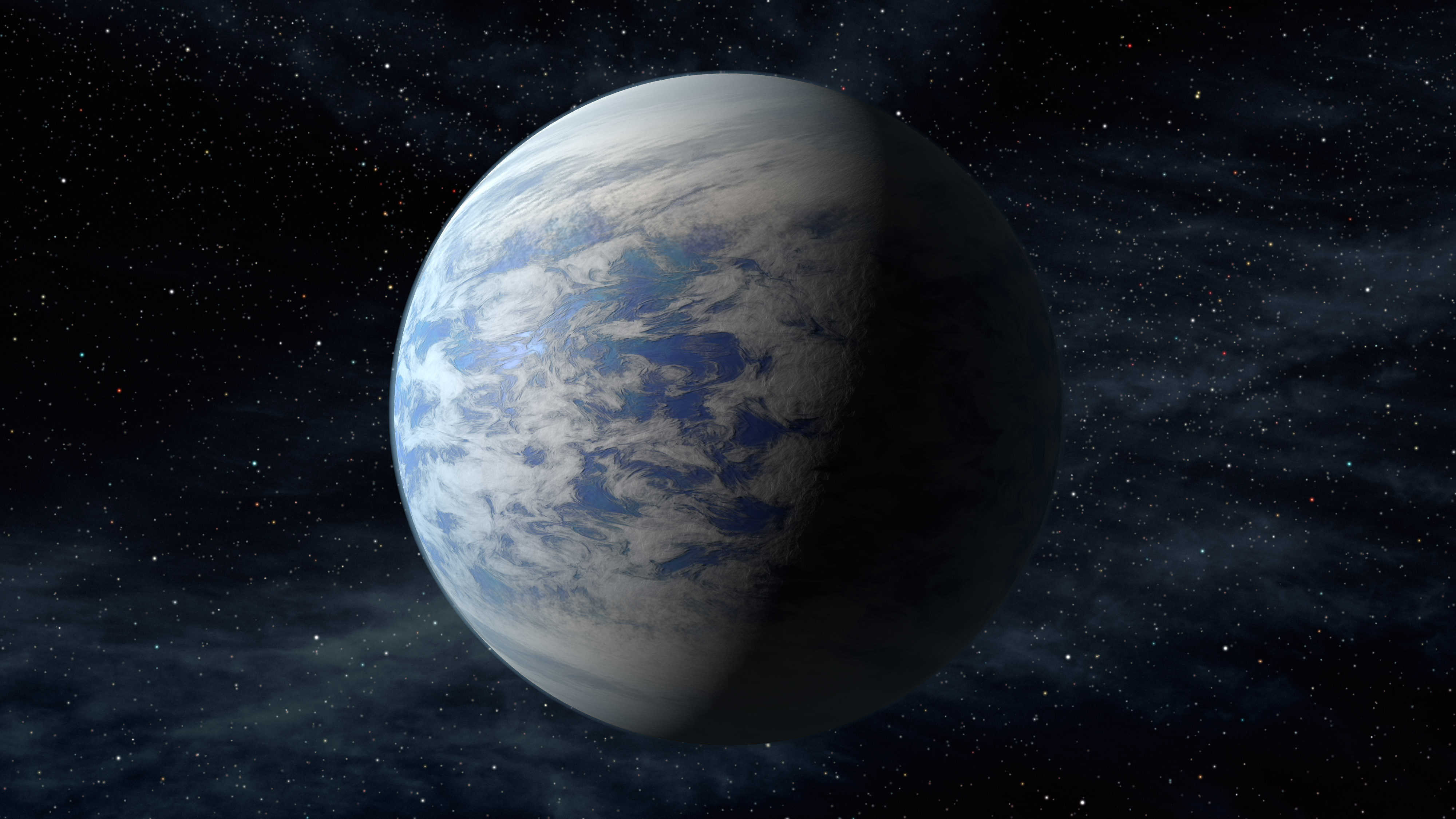
کپلر-۶۹سی

کپلر-۶۹ دو سیاره شناخته شده دارد که به دور آن می‌چرخند. کپلر-۶۹سی، سیاره‌ای فراخورشیدی و داغ با اندازهٔ ابرزمین است. کپلر-۶۹سی نیز سیاره‌ای فراخورشیدی با اندازهٔ ابرزمین و حدوداً ۷۰ درصد بزرگتر از زمین است. این سیاره به همان مقدار شار از ستاره خود دریافت می‌کند که زهره از خورشید دریافت می‌کند، و بنابراین کاندیدای احتمالی برای یک ابر-زهره است. 
| همراه (به ترتیب از ستاره) | جرم (فیزیک) | نیم‌قطر بزرگ (واحد نجومی) | تناوب مداری (روز)            | خروج از مرکز مداری | انحراف مداری      | شعاع               |
| ------------------------- | ----------- | ------------------------ | ---------------------------- | ------------------ | ----------------- | ------------------ |
| کپلر۶۹-بی                 | —           | ۰٫۰۹۴+۰٫۰۲۳ −۰٫۰۱۶       | ۱۳٫۷۲۲۳۴۱+۰٫۰۰۰۰۳۵ −۰٫۰۰۰۰۳۶ | ۰٫۱۶+۰٫۱۷ −۰٫۰۰۱۰  | ۸۹٫۶۲+۰٫۲۶ −۰٫۴۵° | ۲٫۲۴+۰٫۴۴ −۰٫۲۹ R⊕ |
| کپلر-۶۹سی                 | 2.14 MJ     | ۰٫۶۴+۰٫۱۵ −۰٫۱۱          | ۲۴۲٫۴۶۱۳+۰٫۰۰۵۹ −۰٫۰۰۶۴      | ۰٫۱۴+۰٫۱۸ −۰٫۱۰    | ۸۵٫۸۵+۰٫۰۳ −۰٫۰۸° | ۱٫۷۱+۰٫۳۴ −۰٫۲۳ R⊕ |